# 別列斯捷奇科 (傑米季夫卡區)
50°29′22″N 25°15′57″E / 50.48944°N 25.26583°E
別列斯捷奇科（烏克蘭語：Берестечко），是烏克蘭西北部的村莊，隸屬里夫內州的杜布諾區。該村始建於1607年，面積7.62平方公里，海拔高度192米，2001年人口400，人口密度每平方公里60.7人。